# Protus
Genre
Protus est un genre d'opilions laniatores de la famille des Cosmetidae.

## Distribution
Les espèces de ce genre se rencontrent au Brésil et en Équateur.

## Liste des espèces
Selon World Catalogue of Opiliones (08/08/2021) :
- Protus insolens Simon, 1879
- Protus ornatus Roewer, 1912

## Publication originale
- Simon, 1879 : « Essai d'une classification des Opiliones Mecostethi. Remarques synonymiques et descriptions d'espèces nouvelles. Première partie. » Annales de la Société Entomologique de Belgique, vol. 22, p. 183–241 (texte intégral).